# Étables-sur-Mer

Étables-sur-Mer este o comună în departamentul  Côtes-d'Armor, Franța. În 1 ianuarie 2018 avea o populație de 3.180 de locuitori.